# 八咫烏 (結社)
八咫烏（やたがらす）とは古代氏族の賀茂氏の一部が日本における神道、陰陽道、宮中祭祀を裏で仕切っていると、一部の陰謀論やオカルトにおいて主張される組織、及びそれを名乗るオカルト団体のことをいう。名称は日本神話においてカラスの姿をした神であり、神武天皇の東征を導いたとされる八咫烏。
正式名称は八咫烏陰陽道。
飛鳥昭雄、白峰、古歩道ベンジャミン、三神たける、中矢伸一、RAPT理論などが存在を主張している。八咫烏同様の組織として、明烏などが存在する。

## 歴史
以下、現在八咫烏を名乗るオカルト団体が主張する歴史を解説する。なお、これらは陰謀論の域を出ず、信用の置けるものでは無い。

### 古代から中世
八咫烏の代表者とされる林裕之によると八咫烏は賀茂氏の祖とされる吉備真備が天平十六年十一月（西暦744年）に藤原氏の朝堂独占に対抗するために
聖武天皇の密勅により丹波国で結成したのが始まりという。
八咫烏は天平時代から幕末にかけて主に迦波羅（かばら）と呼ばれる秘術を核とした神道、陰陽道、宮中祭祀を執り行い、京都御所における食事や掃除、湯浴みに至るまで天皇や内廷皇族の日常的な事柄を一手に引き受けていたとされる。
その他、天皇の身に危険が及ぶ事態が起こった場合、聖護院に連れて行き事態が収束せずに更に危険が拡大すれば聖護院からあらかじめ決められた極秘の道に従って神社や寺等を点々として、最終的に天皇を奈良吉野に逃がす役割を担っていたと主張される。
この間に滞在する神社と寺の主はすべて八咫烏の構成委員またはその血族者で固められていたという。　
なお、岡山県総社市上原の上原大夫や、高知県香美市のいざなぎ流と呼ばれる陰陽師村は八咫烏が築いたとの主張がある。

### 近代
江戸後期、徳川家定の時代から幕府や朝廷が次第に陰陽道や八咫烏の祭祀儀礼に頼らなくなっていったことから、
八咫烏の影響力は退潮傾向にあったと主張される。
続く明治時代では八咫烏とは縁が無い薩長土肥出身者が主導する明治政府が神仏判然令や神社合祀令、天社禁止令、修験禁止令等の形で直接間接の弾圧を行ったことで、大日本帝国憲法が公布される頃には解体寸前まで追い込まれるほど衰退の危機に瀕したと主張されている。
また、頭山満や内田良平などの人物を代理人として反体制的な政治活動をさせることで勢力拡大を図ったと主張される。

### 戦後
戦後、GHQ占領軍の神道指令や境内地の接収、国家主義団体とみなされた結社の解散などの社会政策や神社本庁創設による神社界の締め付けが原因で八咫烏の財力や影響力は戦前よりもまして大きく削がれ零細化したと主張される。
現在八咫烏は天皇・内定皇族の葬儀を担う八瀬童子の大半、皇室の祭祀実務を担う内定職員の一部、
上賀茂神社、下鴨神社の非公式神職や民族派団体幹部の一部にメンバーがいたと主張される。

### 現代の八咫烏を自称する団体
21世紀になってから八咫烏を自称する団体が出現した。それ以前は八咫烏という組織について触れる主張や資料はごく少数だったため、その存在自体が虚構であり、この団体によって創作されたものと考えられる。「八咫烏の存続を図るために」、スターシードと呼ばれる独自に「神童」とみなした青少年を少人数スカウトして神道学を基本として特殊な教育を受けさせており、任意で次世代のメンバーに登用しているとされ、
その中から2011年10月に八咫烏を自称する団体の代表者（但し指導者ではない）に補命された林裕之が「sound.jp/yatakarasu/」のURLで未完成の八咫烏の公式サイトを開設している
。
なお、現在八咫烏を自称している団体は下鴨神社境内にある糺の森河合神社を仮本宗と位置づけており、
八咫烏神、賀茂建角身命、秦伊呂具、役小角、聖武天皇そして八咫烏開祖の吉備真備を祭神として奉っている。
また八咫烏は大烏と呼ばれる3人の実質的指導者がいるとされ、三位一体で金鵄という称号で呼ばれ、俗称で裏天皇ともいわれているとされる。